# Salvaterra (Badia Polesine)
Salvaterra è un centro abitato situato nei pressi di Badia Polesine, in provincia di Rovigo, nella regione Veneto del quale è frazione. Sviluppato principalmente sulla sponda destra dell'alveo dell'Adigetto, fu comune autonomo fino al 1928, anno della sua soppressione.

## Storia

### Parrocchia
Si ha testimonianza della sua costruzione già intorno l'anno 1123. La chiesa arcipretale è intitolata a Sant'Antonino, viene festeggiato anche il compatrono San Valentino il 14 di febbraio.

## Monumenti e luoghi d'interesse

### Luoghi di culto
- Chiesa di Sant'Antonino Martire
- Chiesa di Sant' Antonio
- Cappella del Cimitero

### Ville

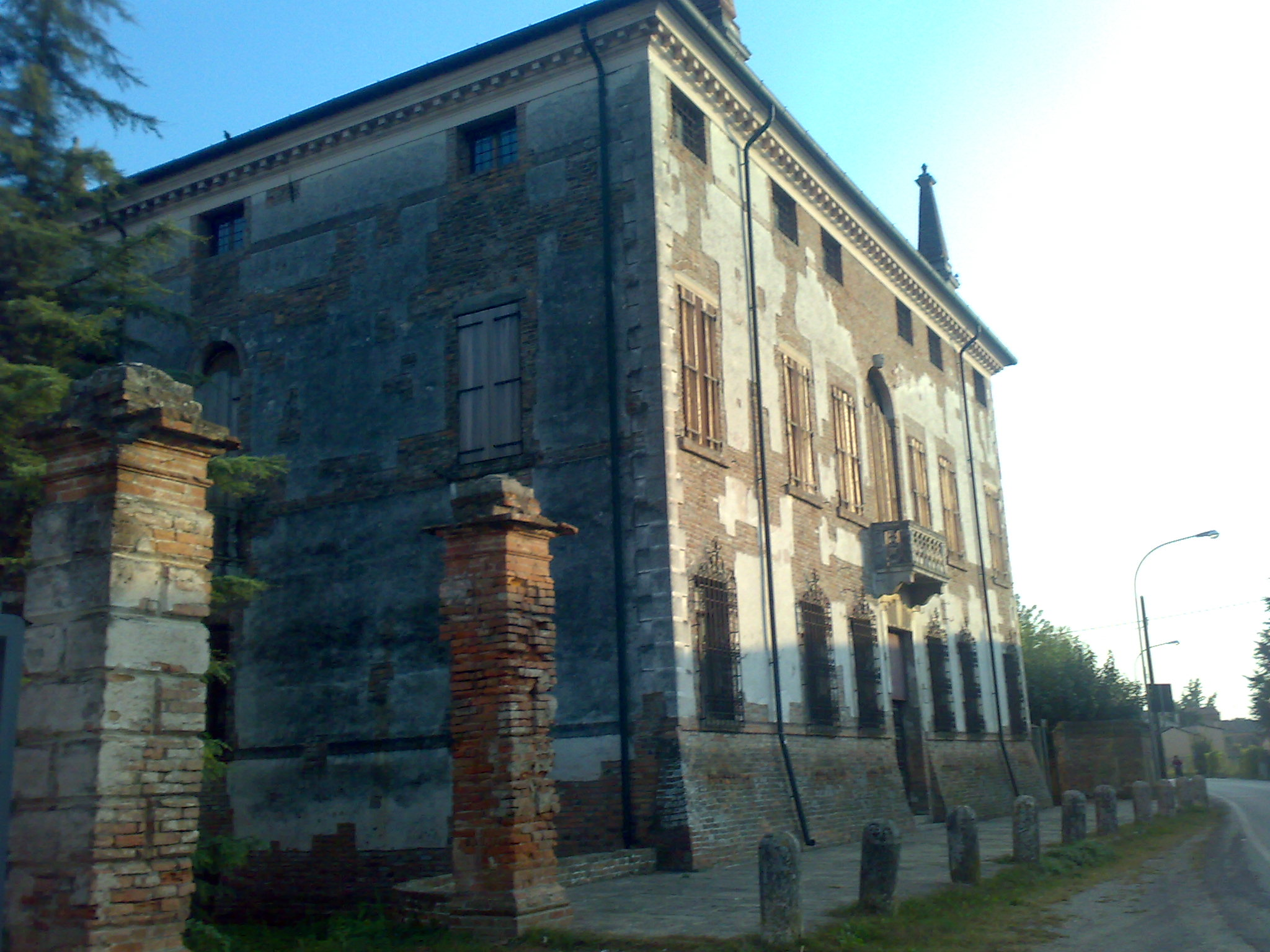
Villa Pellegrini

- Villa Pellegrini, Lorenzoni

## Eventi
- "El Brusa Vecia" nella giornata del 6 gennaio festa della befana con intrattenimento per tutte le età. A partire dal pomeriggio– Presso la Parrocchia di S. Antonino – Piazza S. Valentino.
- Festa del gruppo sportivo Salvaterra, mese di luglio.

## Amministrazione

### Gemellaggi
Gemellaggio con il santuario Della Madonna Del Prodigio a Garzola, in Provincia di Como.

## Infrastrutture e trasporti

### Località
Nel territorio si trova la località "Le Giare".

### Fiumi e canali
Il canale più importante è il Naviglio Adigetto, sviluppatosi da una rotta del fiume Adige, quest'ultimo passante, dapprima per il comune, per poi prolungarsi fino al paese di Salvaterra per poi giungere fino a Rovigo.

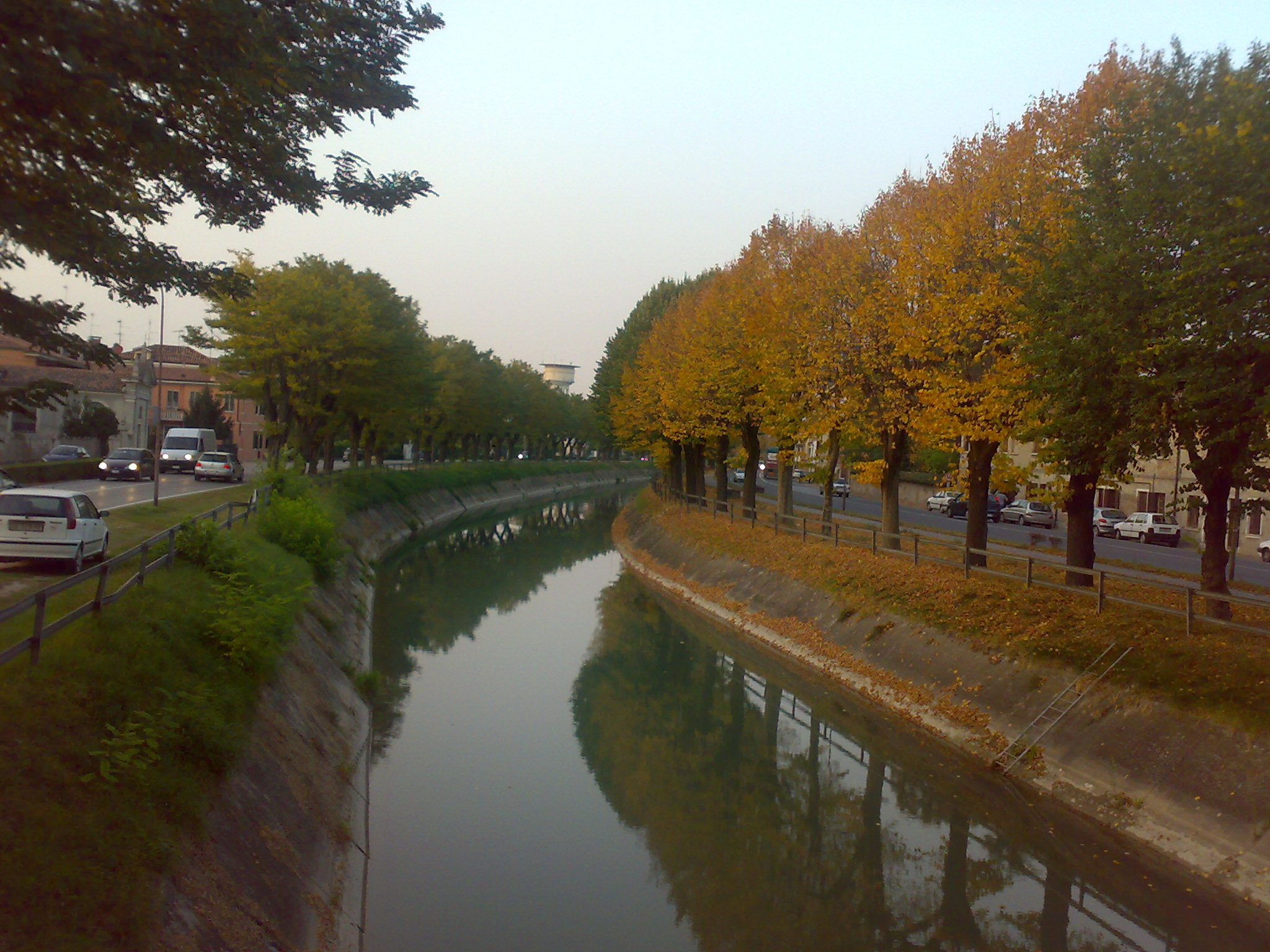
Il Naviglio Adigetto.

### Ferrovie
Salvaterra era inoltre servita dalla stazione ferroviaria di Salvaterra, dismessa alla fine del XX secolo, sulla ferrovia Verona-Rovigo e che lo collegava a i principali centri abitati dell'Alto e Medio Polesine e alla provincia di Verona.

## Società

### Evoluzione demografica
Abitanti censiti